# Estrofa
L'estrofa és un conjunt de versos que segueixen un patró de mètrica determinat. Al poema, equivalen als paràgrafs de la prosa perquè tenen unitat de sentit. Algunes estrofes són:
- Rodolí: dos versos que rimen entre si
- Apariat: dos versos rimats
- Codolada: tirada que alterna apariats de vuit i de quatre síl·labes (set i quatre a Mallorca)
- Tercet: tres versos amb diferents esquemes de rima, un tipus de tercet molt popular és el haikú japonès
- Quarteta: Estrofa de quatre versos d'art menor. una sola quarteta pot fer un poema: un madrigal, un epigrama, un epitafi, una sàtira.
- Quartet: quatre versos que segueixen els esquemes de rima ABBA o ABAB (cada lletra designa una terminació concreta).
- Lai: conjunt de versos apariats
- Lira: composició de cinc versos de diferent nombre de síl·labes que alternen dues rimes
- Sextina: sis versos decasíl·labs
- Cobla: composició de vuit versos d'art major
- Sonet: Composició d'origen italià de catorze versos, una de les estrofes més clàssiques
- Octava reial: vuit versos d'onze síl·labes
- Romanç: aplec de versos en què rimen solament els imparells
- Gazal: forma de grups de cinc versos pròpia de la poesia àrab
- Tanka: combinació de versos japonesos de 5 i 7 síl·labes
- Trova: quatre versos de 7 síl·labes, propi de la mètrica portuguesa